# 河田義市
河田 義市（かわだ よしいち、1961年9月26日 - ）は、日本の俳優。栃木県出身。e-zeru所属。旧芸名、河田 義一。身長165cm。体重68kg。血液型はA型。明治学院大学文学部英文学科卒。

## 出演

### 映画
- 家怪談・学校怪談（伊沢晋太郎）
- イケルシニバナ (2006年、ネットシネマ.tv)
- 1980（教師）
- 小川の辺（農民）
- カクトウ便 Vol.1 Battle Run XX（医師）
- 神の左手悪魔の右手
- 官能小説（谷部長）
- グシャノビンヅメ（伊那垣イクマポン）
- ゴジラ FINAL WARS（地球防衛軍兵士）
- 拳の記憶
- 囚人プロレス（秘書）
- すんドめ2（補佐官）
- zero plus 2 餓鬼ハンター
- 正しく忘れる
- Deep Love 〜アユの物語（オヤジ）
- TRUTHS: A STREAM（折原徹）[1]
- プラスワンvol．3「下校するにはまだ早い」（上野五郎教頭）
- 文金高島田二丁目
- モンゴリアン・ブルー
- やりすぎコンパニオンとアタシ物語（尾長社長）
- 幽霊VS宇宙人（父親）※主演
- ゆれる（裁判官）
- わが母の記
- ヲ乃ガワ（初神）

### テレビドラマ
- 相棒 Saeson 9スペシャル（弁護士）
- あした天気になあれ。（前田）
- イソベン・里村タマミの事件簿（医師）
- いちばん暗いのは夜明け前（解剖医）
- うちはステップファミリー（教頭）
- ウルトラマンコスモス第11話 （橋本現場監督）
- 梅ちゃん先生（アナウンサー）
- 怪奇大家族
- 怪談新耳袋 第2夜（林田憲造）
- 仮面ライダーシリーズ
  - 仮面ライダー龍騎（村木進）
  - 仮面ライダー555（社員）
- かりゆし先生ちばる!（五十嵐）
- 可愛いだけじゃダメかしら? 第3話（1999年1月25日、テレビ朝日）
- 危険な童話（内山教諭）
- 絆（医務官）
- Q.E.D. 証明終了
- 黒い報告書2（鈴木弘之）
- 警部補・鳴沢了〜破弾〜（監察医）
- 元禄繚乱（赤穂藩藩医）
- 恋、した。
- 広域捜査官 楠錬三郎3（老人ホーム職員）
- 捜し屋★諸星光介が走る!（野上）
- 殺人リプレイ（医師）
- 出走!ラヴィアンローズ（厩舎員）
- 新・美味しんぼ
- 新・天までとどけ（スタッフ）
- ストロベリーナイト
- 続・平成夫婦茶碗（神父）
- タクシードライバーの推理日誌17（伊藤刑事）
- タブロイド
- スーパー戦隊シリーズ
  - 爆竜戦隊アバレンジャー第15話
  - 天装戦隊ゴセイジャー（畑山総理）
- 当番弁護士2
- はぐれ刑事純情派（教頭）
- はみだし刑事情熱系（広瀬支配人、病院事務長）
- 病理医・薮野善次郎の鑑定ファイル
- Pinkの遺伝子
- ぼくの魔法使い
- 待ち時間（父親風の男）
- 棟居刑事シリーズ1（山田刑事）※デビュー作[2]
- メッセージ4（スタッフ）
- 茂七の事件簿 ふしぎ草紙（船宿の父親）
- モラルリスク調査員・10分間で死ぬ!（店長）
- 横山秀夫サスペンス
- 世にも奇妙な物語
- 龍馬伝（桶屋の主人）

### Vシネマ
- エコエコアザラク -黒井ミサ・ファーストエピソード-（2011年）

### 舞台
- インスタント・ポルノグラフィー（大学教授）
- 狼たちの午後（銀行支店長）
- The Winds of God（分隊長 / 神父）
- 病気
- マイケルリラクゼーション美談・猥談

### CM
- アメリカンホーム保険会社
- Xbox
- エヌ・ティ・ティ・ドコモ東海
- 大正製薬 ゼナ
- 東京電力
- 日本マクドナルド
- 富士通
- レオパレス21

### WEB
- 稲川淳二のショートホラーシネマ 真実のホラー（2003年）
- 魔法使いのLesson（2011年） - 佐渡 役